# シャン＝シュル＝レマン
シャン＝シュル＝レマン （Chens-sur-Léman）は、フランス、オーヴェルニュ＝ローヌ＝アルプ地域圏、オート＝サヴォワ県のコミューン。

## 地理
レマン湖岸の低シャブレー平原に位置し、1087ヘクタールの面積を持つコミューンである。湖岸の長さは約5km、標高は372mから439mである。2007年時点で約1650人の人口があり、スイス・ジュネーヴ州のエルマンスと接している。
レマン湖の畔にあり、その保存された環境（都市化されていない湖岸、牧草地、樹木が茂った谷、広大な森林面積など）が、観光資源となっている。シャン＝シュル＝レマンは、いまだ広大な森林地帯と農村地帯からなる農村である。

## 交通
2005年3月22日より、シャン＝シュル＝レマン/トゥーグ桟橋においてCGN社がボートおよびクルーズでのサービスを提供しており、コミューンはイヴォワールやジュネーヴから船で約30分、エヴィアン＝レ＝バンから1時間30分以内、ニヨンから20分である。ジュネーヴ公共交通のバス38号路線が通じている。

## 由来
1953年5月24日、デクレによってコミューンのシャンは、シャン＝シュル＝レマンとなった。
アルピタン語のコンフラン書記法によると、コミューンの名称はShanまたはChensと書く。
Chensの語源は保証されていない。ノルマンディーの都市カーンに近いと提案するくらいである。カーンの中世の形態はCadomoであり、これはガリア語で『戦闘の場』を意味するcatu-magosにつながる。また、アルピタン語と地元サヴォワ人固有の音韻変化もともに存在する。しかし、古いつづりがない場合、これは証明不可能な仮説のままである。

## 歴史
古くは多くの住民が住んでいたため、湖岸沿いに5か所の水上集落が、内陸では新石器時代、ガロ＝ローマ時代、ブルグンド時代の遺跡が複数発見されている。
中世から、教区とコミューンはキュシー（Cusy）またはキュルシエ（Cursier）と1860年代まで呼ばれていた。コミューンはジュネーヴ伯領に属し、サヴォワ家とフォーシニー家の間の重要な戦略的位置を占めていた。3か所の封土がキュシーを共有した。フォーシニー家に属し城のあったグレシエは、エルマンス右岸および湖からのアクセスを防衛していたが現在消滅している。セルヴェットはサヴォワ伯領、そして最も重要なボールガールはジュネーヴ伯領であった。
コミューンの中心は当時キュシーと呼ばれた場所にあり、革命で焼失した教区教会の礼拝堂が残っている。その後コミューンは、キュシー＝シャン（Cusy-Chens）、1866年にシャン＝キュシー（Chens-Cusy）、1872年頃シャン（Chens）となった。1953年、デクレによってシャン＝シュル＝レマンとなった。

## 行政
1860年にサヴォワのフランス併合があり、コミューンはドゥヴェーヌ小郡に含まれた。2015年からシエ小郡に含まれ、この小郡は2014年の小郡再編以降25のコミューンから構成されている。
シャン＝シュル＝レマンはトノン＝レ＝バン郡にあり、オート＝サヴォワ県第5選挙区に属している。2017年の選挙以来、この選挙区選出の国民議会議員は共和国前進のマリオン・レンヌである。

## 人口統計
2016年時点のコミューンの人口は2653人で、2011年当時の人口より34.6%増加した
| 1962年 | 1968年 | 1975年 | 1982年 | 1990年 | 1999年 | 2006年 | 2016年 |
| ------ | ------ | ------ | ------ | ------ | ------ | ------ | ------ |
| 568    | 636    | 835    | 856    | 1063   | 1274   | 1656   | 2653   |

参照元:1962年から1999年までは複数コミューンに住所登録をする者の重複分を除いたもの。それ以降は当該コミューンの人口統計によるもの。1999年までEHESS/Cassini、2006年以降INSEE

## 経済
- 農業 - コミューンには複数の農場があり、その面積はコミューン面積の約35％を占めている。
- 漁業 - レマン湖で漁をする専業漁師がいる。
- 商業とビジネス - コミューンにはレストランがあり、一部が観光活動とつながっている。主に都市に焦点を当てた地元ショップ。さらにビジネスがある。
- スイスで働く越境通勤者

## 史跡
- ボールガール城[7] - 歴史的記念物
- サンタンヌ教会